# Orimarga biclavata
Orimarga biclavata är en tvåvingeart som beskrevs av Alexander 1974. Orimarga biclavata ingår i släktet Orimarga och familjen småharkrankar.
Artens utbredningsområde är Nigeria. Inga underarter finns listade i Catalogue of Life.